# 小行星9209
小行星9209（英語：9209）是一颗围绕太阳公转的小行星。1994年10月25日，上田清二、金田宏在钏路市发现了此天体。
这颗小行星的绝对星等为294.04116等。